# Крива Фея
Крива Фея (на сръбски: Крива Феја или Kriva Feja) е село в Югоизточна Сърбия, Пчински окръг, Град Враня, община Вранска баня.

## География
Селото се намира в планината Бесна кобила. Отстои на 23 километра източно от общинския център Вранска баня, на 35 километра северозападно от Босилеград, северно от село Бабина поляна и на 6,5 километра югоизточно от село Несвърта.

## История
По време на Първата световна война селото е във военновременните граници на Царство България, като административно е част от Вранска околия на Врански окръг и е център на кривофейската община.
По време на българското управление в Поморавието в годините на Втората световна война, Крум Николов Стоянов от Разград е български кмет на Крива Фея от 18 септември 1941 година до 26 февруари 1942 година. След това кмет е Иван Андр. Михайлов от Варна (23 септември 1943 - 12 август 1944).

## Население
Според преброяването на населението от 2011 г. селото има 587 жители.

### Етнически състав
Данните за етническия състав на населението са от преброяването през 2002 г.
- сърби – 861 жители (98,96%)
- черногорци – 1 жител (0,11%)
- мюсюлмани – 1 жител (0,11%)
- българи – 1 жител (0,11%)
- други – 6 жители (0,7%)

## Полезни изкопаеми
В землището на селото се намира оловно-цинковия рудник Грот.

## Личности
Родени в Крива Фея
- Злато Чудомиров Златков (1924 – 1944), български комунист, стачник, миньор[7]